# Westkerke (België)
Westkerke is een dorp in de Belgische provincie West-Vlaanderen en een deelgemeente van de stad Oudenburg. Het was een zelfstandige gemeente tot aan de gemeentelijke herindeling van 1977.

## Geschiedenis
Op een zandopduiking gelegen, is Westkerke een oude nederzetting die zich al vroeg afsplitste van de parochie van het nabijgelegen Roksem. Westkerke vormde een uitvalsbasis voor de inpolderingen van het lager gelegen land en voor de schapenhouderij op de schorren. Het patronaatsrecht van de parochie was in handen van de Sint-Bertinusabdij te Sint-Omaars. Ook de Sint-Pietersabdij van Oudenburg en de Tempeliers hadden er bezittingen.
Nadat omstreeks 1566 de Sint-Michielskerk van Roksem tijdens de godsdiensttwisten was vernield, werd de parochie van Roksem bij die van Westkerke gevoegd. Omstreeks 1600 werd op de grens met Oudenburg een Onze-Lieve-Vrouwekapel gebouwd.
In 1682 had Westkerke te lijden van een orkaan en in 1683 werd het dorp door Franse troepen geplunderd. Niettemin kwam het dorp daarna tot bloei en met name in de 18e eeuw werden er boerderijen bijgebouwd en in 1755 werd de weg van Brugge naar Gistel sterk verbeterd en verhard, waardoor enkele herbergen werden gebouwd.
Begin 20e eeuw ontstond in het dorp een exportslachterij. Vanaf 1968 werden enkele wijken bijgebouwd.

## Demografische ontwikkeling
- Bronnen:NIS, Opm:1831 tot en met 1970=volkstellingen; 1976 = inwoneraantal op 31 december

## Bezienswaardigheden
- De Sint-Audomaruskerk is een neogotische hallenkerk met drie beuken. De achthoekige toren is beschermd als monument.

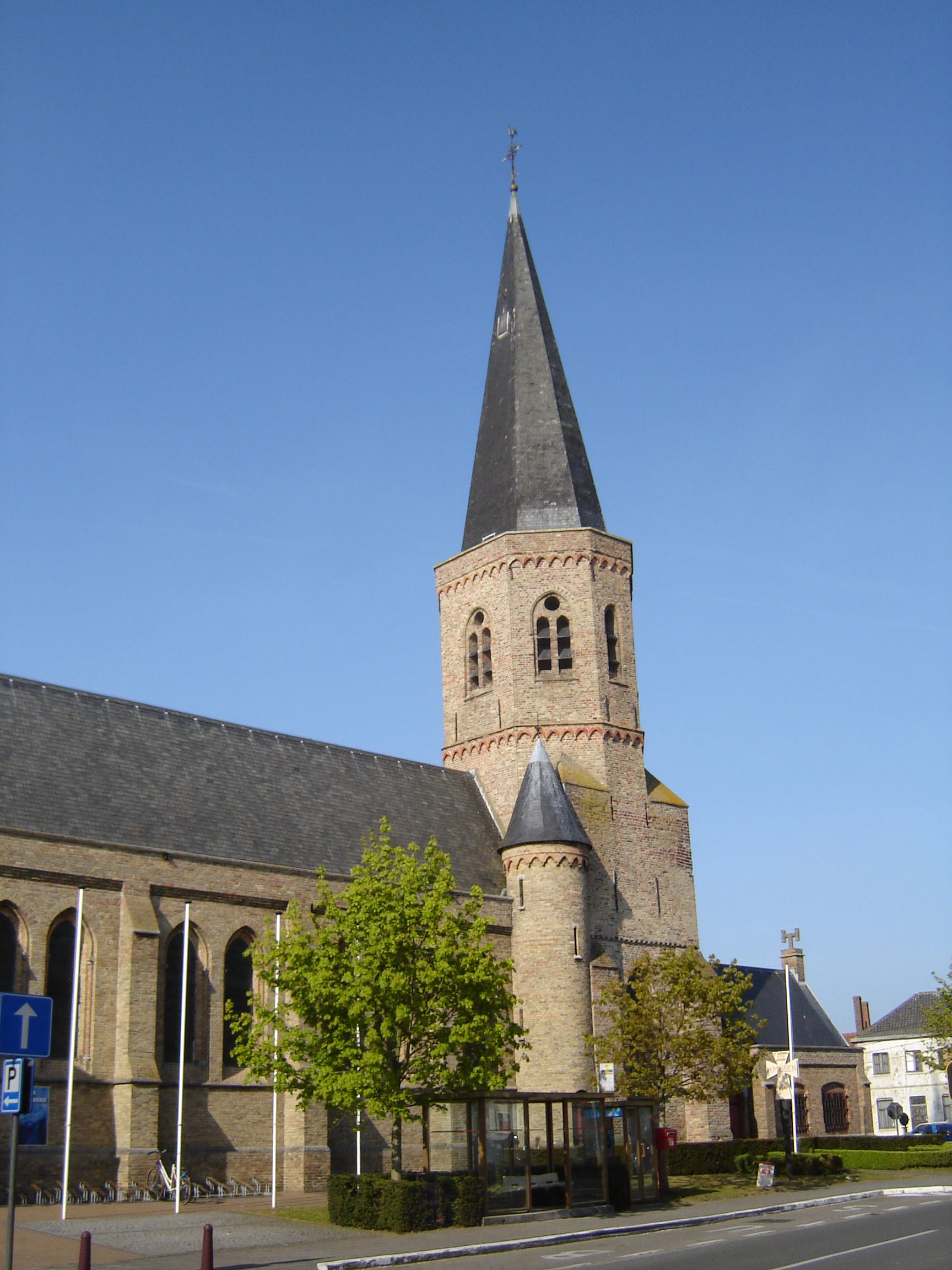
Sint-Audomaruskerk

- De historische hoeve 't Klokhof
- De Waeremolen
- Rosmolen van de Van Massenhoeve

## Natuur en landschap
Westkerke ligt op een dekzandrug die zich op een uit het tertiair stammende getuigenheuvel heeft afgezet. De hoogte bedraagt ongeveer 8 meter. Ten zuiden van Westkerke strekt zich nog polderland uit, dat ontwaterd wordt door de Bourgognevaart en de Moerdijkvaart. De Reigerie is een vogelreservaat.

## Nabijgelegen kernen
Gistel, Eernegem, Roksem, Oudenburg